# HE 0437-5439
HE 0437-5439 – duża gwiazda hiperprędkościowa, należąca do ciągu głównego, typu widmowego B, położona w gwiazdozbiorze Złotej Ryby.
Została odkryta w roku 2005 za pomocą 8,2-metrowego teleskopu Kueyen, który jest częścią układu VLT, należącego do Europejskiego Obserwatorium Południowego.
HE 0437-5439 jest młodą gwiazdą o wieku ok. 30 mln lat.
Masa gwiazdy jest prawie dziewięć razy większa niż masa Słońca. Znajduje się w odległości ok. 200 tysięcy lat świetlnych w gwiazdozbiorze Złotej Ryby, 16 stopni na północny zachód od Wielkiego Obłoku Magellana, trochę dalej od niego.

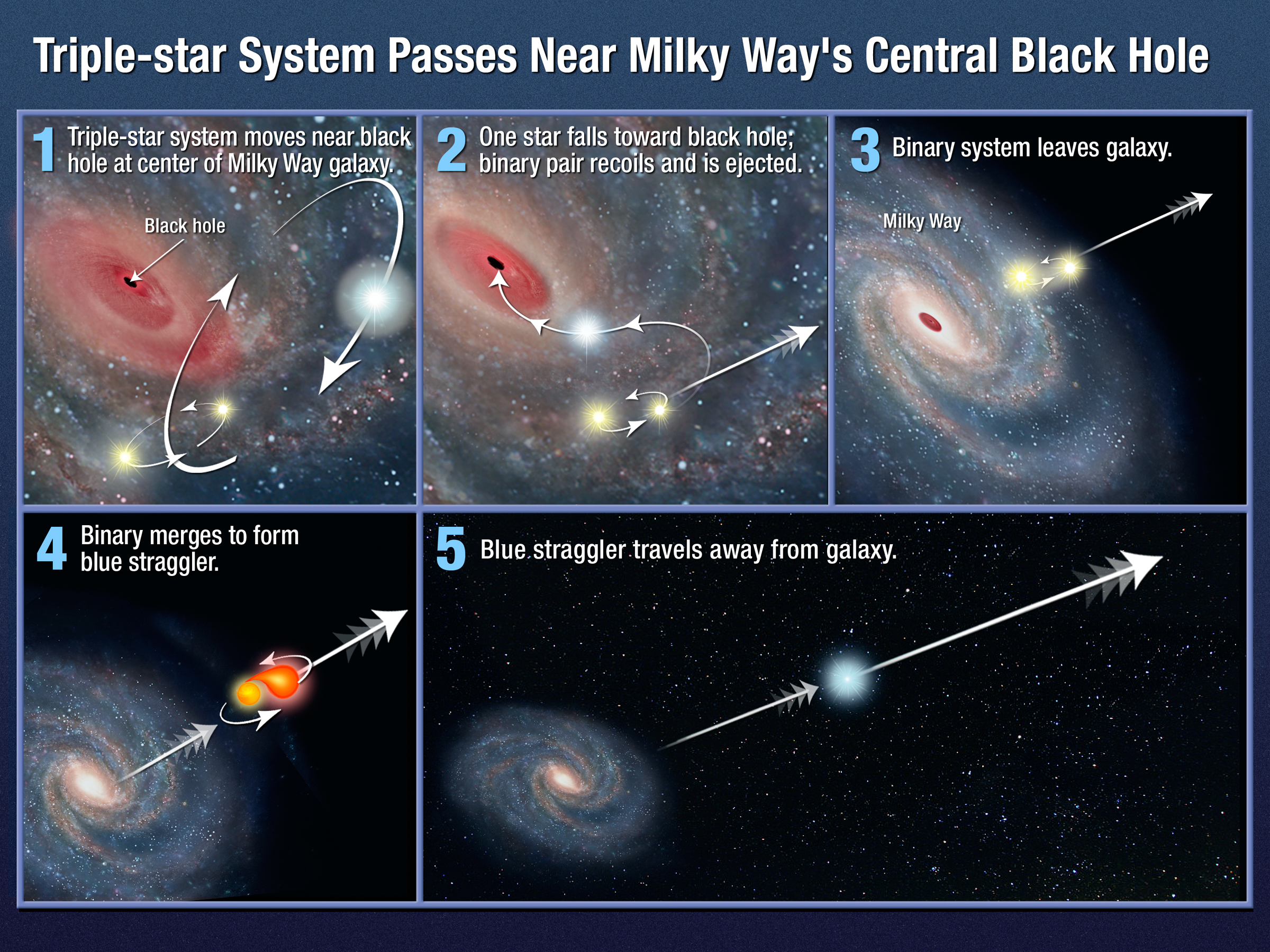
Możliwy mechanizm powstania gwiazdy i wyrzucenia jej z Galaktyki

Gwiazda ta oddala się z bardzo dużą prędkością ok. 723 km/s (czyli 2,6 miliona kilometrów na godzinę). Przy tej prędkości nie jest już związana grawitacyjnie i opuści Drogę Mleczną, przechodząc do przestrzeni międzygalaktycznej. Przypuszczalnie powstała w Wielkim Obłoku Magellana i została wyrzucona z niego wkrótce po powstaniu. Mogło się to zdarzyć, jeśli pierwotnie była jednym ze składników gwiazdy podwójnej, który przeleciał w sąsiedztwie bardzo masywnej czarnej dziury.